# Церква Покрови Пресвятої Богородиці (Грушвиця Перша)
Свято-Покровська церква — храм Рівненської єпархії ПЦУ. Реконструйований із римо-католицького костелу Святого Вацлава.

## Історія

### Передумови будівництва
Село Грушвиця у давнину належало польським землевласникам, поміщикам, кредиторам та орендарям. Поселилися тут і декілька сімей поляків-римо-католиків. У 1756 році Яном Непомуком Камієньським побудована римо-католицька капличка, в селі була православна церква, побудована у 1766 році. У 1809 році було збудовано нову капличку — Мікулашом Єловіським, а у 1852 її добудовано Яном Томашевічем. Всі вони були польськими шляхтичами.
У 80-х роках XIX століття на околицях Грушвиці оселилися чеські колоністи, які заснували Грушвицю Чеську. Грушвицькі чехи були православні, або прийняли православ'я з метою дістати в оренду чи закупити кращі землі. Чехи, що оселилися у селі Мартинівка та сусідній Янівці були римо-католицького віросповідання.
На основі угоди між католицьким єпископом з Луцька та Оломоуца /Чехія/ у Грушвицю поступово направляли римо-католицьких священиків з Чехії. Це були Клемент Журек, Йозеф Стршиж та Одрей Кршенек, які були ініціаторами та пропагандистами побудови нового костела. Але від 1925 року було заборонено служити у костелах священикам іншого ніж польського походження, національності, громадянства. Часто до Грушвиці і околиць, де жили чехи, приходили чеські монахи-місіонери, які підтримували у чехів національну свідомість, дух, мову, вчили людей співати церковні літургічні пісні на чеській мові. На Мартинівці діяв театральний колектив, хор та духовий оркестр. Від 1 вересня 1927 року у каплиці служив священик П. Ядчик, у його будинку проходом жив музикант-варганіст, який грав на варганах під час літургії у костелах. Він навчив чеського хлопця Станіслава Бачу з Мартинівки грати літургійні мелодії.

### Костел Святого Вацлава

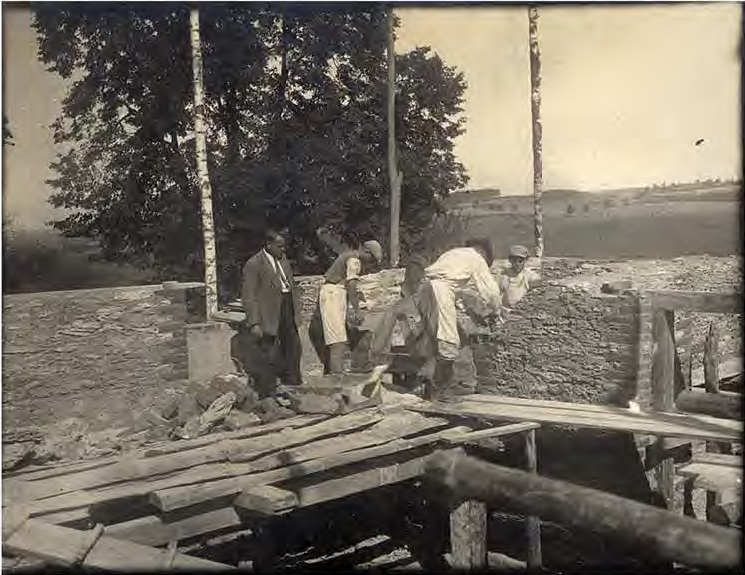
Будівництво костелу святого Вацлава в Грушвиці

В 1927 році у Грушвиці було засновано римо-католицьку парафію, до якого належали Дубрівка, Дядьковичі, колонія Дядьковичі, Грушвиця Чеська, колонія Янівка, Чеська Янівка, Кардаш, Мартинівка, Малий Шпаків, Новосілки, Плоска, Покоси, Середній Гай — разом 1200 католиків чехів та поляків, з яких майже 90 % були чехи. У селі було засновано «Комітет для побудови костелу у Грушвиці», в якому були представлені всі згадані села. Було оголошено збір коштів на побудову костела на місці, де перед тим стояли згадані каплиці. Були дві форми придбання грошей: добровільного податку у розмірі 2 золотих рублів із землі та 5 рублів із будинку. Другий спосіб був у формі добровільних збірок. На початок будівництва було зібрано 18000 польських золотих.
Побудова костелу почалася [[[2 липня]] 1928 року, її здійснювали майстри зі Школи мулярських учнів міста Кременця. Пособними помічниками, копачами, їздовими були чехи з околиць Грушвиці. Через рік, 6 жовтня 1929 року, було освячено наріжний фундаментальний камінь з протоколом про побудову, який було уложено у розі великого вівтаря. В часи світової економічної кризи робота на будівництві сповільнилася, але 18 серпня 1930 року побудову було закінчено за загальну суму 60000 польських злотих, які пожертвували віруючі парафії.
28 вересня 1930 року на день Святого Вацлава костел було освячено єпископом Адольфом Селажським і присвячено визначному чеському королю Вацлаву.
Найбільші заслуги при побудові і оснащенні костелу мали: Владімір Влк з Грушвиці, який дав матеріал на виготовлення вхідних дверей і оплатив роботу, Густав та Алойза Бачові дали гроші на виготовлення всіх 12 великих вікон, Ян Міла закупив великий дзвін, а дядьковицькі вірники придбали до костела гармоніум-варгани /дзвін та варгани прихожани взяли з собою у Чехію в 1947 році/. Брат священика Ядчика намалював для костела великий портрет Святого Вацлава. Місцевий лісничий дав вірникам кошик молодих деревцят смерека, які було посаджено навколо костела.
На освячення з'їхалося дуже багато чехів і поляків з цілої околиці, було чимало й українців. По літургії люди розходилися по домівках, де були багаті гостини. Молодь і молоді родини сходилися до корчми, а ввечері в клубі були танці. Престольний празник (розуісепі, роиі) 8 вересня завжди достойно і весело відзначався. Чехи завжди достойно святкували християнські і державні свята. Коли у 1938 році ксьонз Вішневскі виїхав з Грушвиці, на його місце прийшов старший священик Николай Урод, який у 1942 році помер у Рівному, де і похований. На його місце було призначено Людвіка Вареховского, який мусив втекти з села перед приходом бандерівців, вони спалили парафіяльний будинок, розібрали господарські будівлі а костел значно пошкодили.
Коли Волинь у 1939 році зайняли радянські війська, Станіслав Бача з приятелем наперекір загрозі і небезпеці збоку «червоних солдатів» винесли з костелу ікону святого Вацлава, за допомоги шнурів по сходах знесли з хорів орган, а з підлоги позбирали сторінки хроніки побудови храму. Знайшлись сміливці, які зняли з дзвіниці дзвони. Це все чехи взяли з собою в Чехію.
Картину святого Вацлава зберіг вдома Святослав Бач. Згодом її помістили в костелі у Грознові. Орган-варган служив церковному хору, яким керував Бача. Але орган мав неполадки, тому його взяв священик з Ліптані, який забезпечив ремонт органу. Хроніку костелу Бача зберіг, як неоціниму реліквію про минулі часи. Електронну CD копію хроніки було передано Президії Товариства волинських чехів. Один із дзвонів висить на дзвіниці у Слезьких Родолтицях в Чехії.
З того часу у костелі не звучав мелодичний звук органу, ніколи там більше не служили літургію. Місцеві жителі рознесли по домівках все, що могло згодитися в господарстві. В часи колективізації об'єкт служив за колгоспну комору — склад зерна.